# Forelia siegasiana
Forelia siegasiana är en kvalsterart som beskrevs av Cook 1956. Forelia siegasiana ingår i släktet Forelia och familjen Pionidae. Inga underarter finns listade i Catalogue of Life.